# ビナスコ
ビナスコ（伊: Binasco）は、イタリア共和国ロンバルディア州ミラノ県にある、人口約7,200人の基礎自治体（コムーネ）。

## 地理

### 位置・広がり

#### 隣接コムーネ
隣接するコムーネは以下の通り。
- カザリーレ
- ラッキアレッラ
- ノヴィーリオ
- ヴェルナーテ
- ジービド・サン・ジャコモ

### 地震分類
イタリアの地震リスク階級 (it) では、3 に分類される
。